# Invasió de Luxemburg
La invasió de Luxemburg per part d'Alemanya forma part de l'operació Caixa Groga (Fall Gerb en alemany) que comprenia la invasió dels Països Baixos i de França durant la Segona Guerra Mundial. La batalla va començar el 10 de maig de 1940 i va durar només un dia; els alemanys pràcticament no van trobar resistència i van ocupar ràpidament el país. El govern luxemburguès i la gran duquessa Carlota I de Luxemburg van escapar del país i van formar un govern a l'exili a Londres.